# Ahmed Moujahid
Ahmed Moujahid – marokański piłkarz grający na pozycji pomocnika. W swojej karierze grał w reprezentacji Maroka.

## Kariera klubowa
W swojej karierze piłkarskiej Moujahid grał w klubie Wydad Casablanca.

## Kariera reprezentacyjna
W 1976 roku Moujahid został powołany do reprezentacji Maroka na Puchar Narodów Afryki 1976. Zagrał w nim w dwóch meczach: grupowych z Sudanem (2:2) i z Nigerią (3:1). Z Marokiem wywalczył mistrzostwo Afryki.